# 短缨垂头菊
短缨垂头菊（学名：Cremanthodium brachychaetum）是菊科垂头菊属的植物，为中国的特有植物。分布于中国大陆的云南等地，生长于海拔3,500米的地区，常生长在草坡，目前尚未由人工引种栽培。